# Palazzo Venturelli
Il palazzo Venturelli, già Benzoni, è una dimora storica di Crema.

## Storia
Le sue origini risalgono al Quattrocento quando vi sorgeva una proprietà Benzoni, collocata fuori dalle mura medievali al limite del Borgo San Pietro all'epoca esterno rispetto al centro fortificato.
Lo si apprende dalla Parte Presa del 3 gennaio 1451: in essa si stabilisce che la comunità dovesse risarcire ad Ardicino Benzoni e nipoti la somma di 100 fiorini per riparare la loro dimora collocata in Borgo San Pietro, vicino alla roggia Crema, devastata da soldati.
Bisogna giungere all’anno 1585 per avere successive notizie di questo stabile quando, secondo lo Stato d’anime della parrocchia di San Pietro vi risiedeva il nobile Francesco Monteslini; solo pochi anni dopo, nel 1596, invece, vi appare il nome del nobile Mario Marazzi.
Il testamento di Camillo Marazzi redatto nel 1661 disponeva che all'Ospedale degli Infermi fossero devoluti tutti i suoi beni eccetto l’abitazione che veniva lasciata a Giacomo Antonio e Giovanni Pietro Perugini, aggiungendo la clausola che, qualora non vi fossero più stati eredi maschi, anche la dimora sarebbe andata all’Ospedale
Camillo Perugini morì nel 1820 senza eredi e, in teoria, il palazzo avrebbe dovuto essere assegnato all’Ospedale, ma invece fu ereditato dalla sorella Giuseppa che morì nubile nel 1846 lasciando i suoi beni a Girolamo Stanghini.
Nei primi anni del XX secolo la dimora fu acquistata dalla famiglia Longhi, fino a pervenire agli attuali proprietari.

## Personalità legate al palazzo

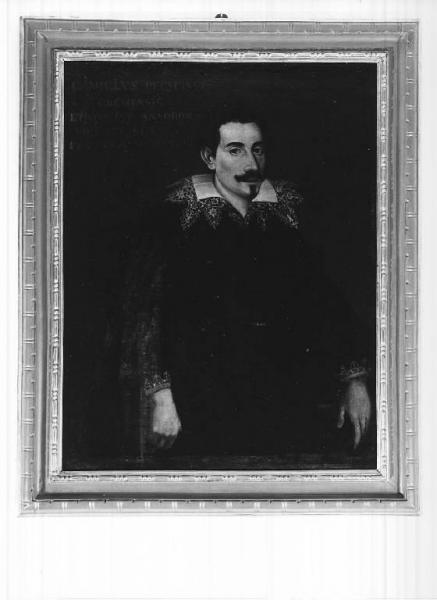
Scuola bergamasca, ritratto di Camillo Perugini, olio su tela, post 1619.

- Mario Marazzi, figlio di Giovanni Paolo e Aurelia Zurla, nipote e omonimo del Marazzi citato nello Stato d’anime del 1596, intraprese la carriera militare, volontario nell’esercito francese, capitano durante l’assedio di Perpignano del 1642 e nella battaglia di Rocroi del 1643; per il suo valore ebbe un attestato onorifico dal generale Jean de Barat[3].
- Camillo Perugini, notaio, ebbe la carica di Vice-Collaterale e fu anche Cancelliere della città; essendo stato nobilitato nel 1627, ottenne un seggio nel Gran Consiglio. Con testamento del 1661 nominò quale erede universale l’Ospedale degli Infermi che commissionò ad un ignoto autore il ritratto[4]

## Caratteristiche

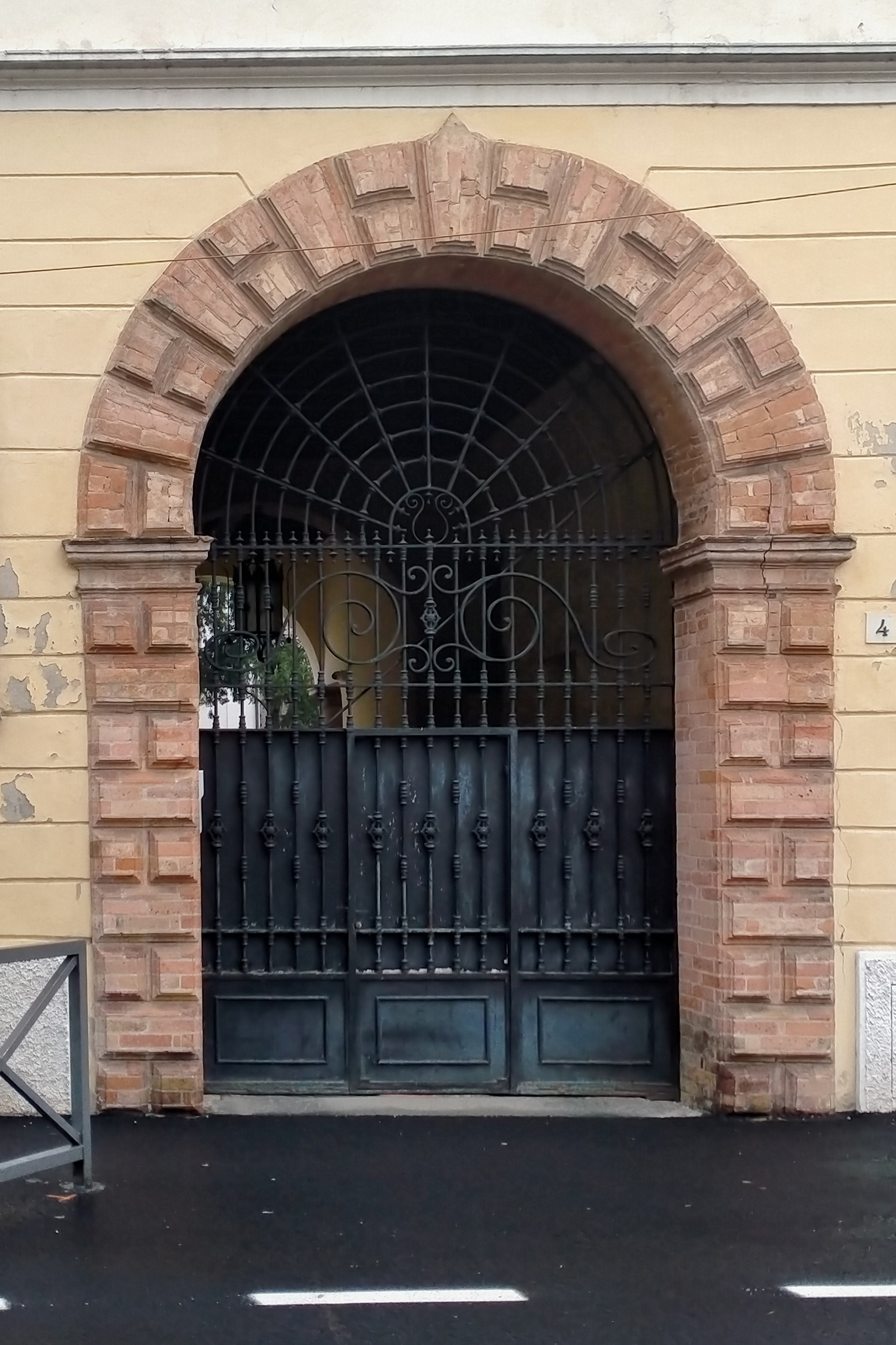
Il portale.

L'aspetto attuale è frutti di secolari interventi tra i quali la manomissione avvenuta all'epoca in cui erano proprietari gli Stanghini che per lucro fecero smontare un rosone presente sulla facciata e uno scalone in marmo.
La facciata è divisa in due ordini cromaticamente distinti; in quello inferiore spicca il portale con arco a tutto sesto e fascia a bugnato in mattoni. Semplici e prive di cornici ma dotate di elaborate inferriate le finestre del primo piano.
In evidenza nel secondo ordine le due finestre tardo gotiche riportate alla luce dopo la prima guerra mondiale durante i restauri commissionati dai Longhi e compiuti sotto la guida dell'ingegner Bernieri.
L'androne conduce ad un portico che dà su un cortile parzialmente adibito a giardino.